# Kaiser Chiefs
Kaiser Chiefs, brittiskt indierockband från Leeds i England bildat 1997.
Deras låt "Oh my god" kan höras i TV-spelet "Driver: Parallel lines". "Ruby" ingår i Guitar Hero III: Legends of Rock.

## Medlemmar
Nuvarande medlemmar
- Ricky Wilson (född Charles Richard Wilson 17 januari 1978 i Keighley, West Yorkshire, England) – sång (2000–)
- Andrew White (född 28 augusti 1974 i Leeds) – gitarr (2000–)
- Simon Rix (född James Simon Rix 18 oktober 1977, Bradford, West Yorkshire) – basgitarr, gitarr, sång (2000–)
- Nick Baines (född Nicholas Matthew Baine 21 mars 1978 i Leeds) – keyboard, synthesizer (2000–)
- Vijay Mistry – trummor, slagverk (2013–)

Tidigare medlemmar
- Nick Hodgson (född Nicholas James David Hodgson (born 20 oktober 1977 i Leeds) – trummor, sång, slagverk, gitarr (2000–2012)

## Diskografi
Studioalbum
- 2005: Employment (UK #2, US #86)
- 2007: Yours Truly, Angry Mob (UK #1, US #45)
- 2008: Off with Their Heads (UK #2, US #55)
- 2011: The Future Is Medieval
- 2012: Start The Revolution Without Me
- 2014: Education, Education, Education & War
- 2016: Stay Together

Samlingsalbum
- 2012: Souvenir: The Singles 2004–2012

EP
- 2005: Lap of Honour

Singlar
| År   | Sång                                             | Topplistposition | Topplistposition | Topplistposition | Topplistposition | Topplistposition | Topplistposition | Album                  |
| År   | Sång                                             | UK               | GER              | IRE              | NLD              | NZ               | US Mod           | Album                  |
| ---- | ------------------------------------------------ | ---------------- | ---------------- | ---------------- | ---------------- | ---------------- | ---------------- | ---------------------- |
| 2004 | "Oh My God"                                      | 66               | —                | —                | —                | —                | —                | Employment             |
| 2004 | "I Predict a Riot"                               | 22               | —                | —                | —                | —                | —                | Employment             |
| 2005 | "Oh My God" (re-issue)                           | 6                | —                | 27               | 82               | —                | —                | Employment             |
| 2005 | "Everyday I Love You Less and Less"              | 10               | —                | —                | 52               | —                | —                | Employment             |
| 2005 | "I Predict a Riot" (re-issue) / "Sink That Ship" | 9                | 79               | 25               | 74               | —                | 34               | Employment             |
| 2005 | "Modern Way"                                     | 11               | —                | —                | 89               | —                | —                | Employment             |
| 2005 | "You Can Have It All"                            | —                | —                | —                | —                | —                | —                | Employment             |
| 2007 | "Ruby"                                           | 1                | 11               | 5                | 7                | 29               | 14               | Yours Truly, Angry Mob |
| 2007 | "Everything Is Average Nowadays"                 | 19               | 99               | —                | 91               | —                | —                | Yours Truly, Angry Mob |
| 2007 | "The Angry Mob"                                  | 22               | —                | —                | —                | —                | —                | Yours Truly, Angry Mob |
| 2007 | "Love's Not a Competition (But I'm Winning)"     | 112              | —                | —                | 41               | —                | —                | Yours Truly, Angry Mob |
| 2008 | "Never Miss a Beat"                              | 5                | 76               | 49               | 74               | —                | —                | Off with Their Heads   |
| 2008 | "Good Days Bad Days"                             |                  |                  |                  |                  |                  |                  | Off with Their Heads   |